# Відновлення за Берчем
Відновлення за Бе́рчем (англ. Birch reduction) — органічна реакція, в результаті якої відбувається відновлення аренів до циклогексадієнів. Реакція названа на честь австралійського хіміка Артура Берча.

## Реакція
Реакція проводиться в рідкому амоніаку в якості розчинника; основними реагентами є арен, що треба відновити, лужний метал (літій або натрій, іноді навіть калій), а також в більшості випадків спирт (етанол або трет-бутанол). Іноді для підвищення розчинності компонентів до реакційної суміші додають етери (діетиловий етер, ТГФ).
Класичний приклад реакції Берча — відновлення нафталіну до 1,4,5,8-тетрагідронафталіну:

## Класи аренів у реакції Берча
В залежності від реакційної поведінки в реакції Берча, арени можна поділити на три класи:
1. Неактивовані або дезактивовані субстрати з точки зору нуклеофільного ароматичного заміщення (бензен, алкілбензени, алкоксибензени та похідні аніліну). Ці субстрати потребують присутності спиртів у реакційній суміші, тому що амоніак для них недостатньо кислий.[4]
2. Активовані субстрати (бензойна кислота, біфеніл, нафталін, антрацен, азулен та багато інших поліциклічних сполук). Ці сполуки здатні стабілізувати аніон-радикал (або навіть утворюють діаніон Ar2-, що взаємодіє з амоніаком);[2] присутність спирту не обов'язкова, а іноді навіть небажана, тому що може спричинити надмірне відновлення.
3. Сполуки, що набувають ароматичності Гюккеля при відновленні до діаніону (зазвичай поліциклічні сполуки, наприклад, похідні циклооктатетраєну). Через набуту ароматичність не протонуються амоніаком.

## Регіоселективність
Субстрати першого класу відновлюються в позиціях орто- й мета-:
Субстрати другого класу відновлюються в позиціях іпсо- й пара-:
Утворені циклогексадієни можуть вступати в реакції ізомеризації під дією кислотних каталізаторів. У той час як дигідробензойна кислота ізомеризується тільки після додавання кислоти, для анізолу спирт уже є достатньо сильною кислотою (20% кон'югованого продукту за стандартних умов), а похідні аніліну завжди дають тільки кон'юговані продукти:

## Механізм

### Загальний механізм
Лужний метал, розчинений в рідкому амоніаку, утворює електрид; у випадку натрію це натрій електрид {\displaystyle {\ce {[Na (NH3)6]+ e-}}}. Оптично утворення електриду можна відмітити через появу темно-синього забарвлення розчину. Сольватовані таким чином електрони атакують ароматичне кільце субстрату з утворенням аніон-радикалу; останній також має реактивну природу й за наявності донору гідронів взаємодіє з ним. Новоутворений циклогексадієніл-радикал знову взаємодіє з електроном, а потім із гідроном; оскільки тепер молекула циклогексадієну не несе радикалу або заряду, реакція завершується.
Слід зауважити, що різні підручники з органічної хімії зображають ароматичний аніон-радикал або в делокалізованому вигляді (як на схемі зверху), або в локалізованому вигляді (як на анімації зверху). Хоча другий варіант дещо спрощує розуміння процесу й більш придатний для освітньої мети, перший варіант виключає імовірність помилкового уявлення, ніби негативний заряд та радикал "прив'язані" до конкретних атомів Карбону. Окрім цього, будь-яка принципова різниця між цими двома формами відсутня. Більше того, згідно теоретичному дослідженню Артура Берча й Лео Радома, аніон-радикал бензену має дві симетричні форми:
Обидві форми належать до групи D2h; форма 2 має нижчу потенційну енергію, аніж форма 1, але лише менше 1 кДж/моль.
У той час як загальний механізм реакції виглядає доволі простим для сприйняття, механістичні деталі реакції Берча раніше були предметом активної дискусії. Це, в першу чергу, стосувалось селективності цієї реакції у випадках аренів, заміщених π-донорами (класична модельна молекула: анізол).

### Регіоселективність: анізол
Для анізолу можна сформулювати два механізми відновлення, що є апріорі ідентичними: орто-механізм і мета-механізм:
Предметом дискусій було саме те, який механізм насправді має місце. Берч у своїх статтях вказував, що саме мета-механізм є вірним, аргументуючи це міркуванням, що електронна густина утвореного аніон-радикалу буде найвищою в мета-положенні. Говард Циммерман  в 1961 році опублікував статтю, де шляхом простих обчислень встановив, що найбільша електронна густина в аніон-радикалі анізолу в орто-положенні. У статтях Берча й Радома (1980 рік) було вказано, що електронна густина в обох положеннях майже однакова, але орто-положенню віддається невелика перевага.
У 1990 й 1993 роках Циммерман розробив метод експериментальної оцінки того, яке положення буде протонуватись у першу чергу.  Ідея полягала в тому, що перший крок протонування є більш селективним, аніж другий крок; при застосуванні дейтерованого спирту можна спостерігати первинний ізотопний ефект. За результатами експерименту частка дейтерію в мета-положенні була вищою, аніж в орто-положенні (7:1 для анізолу). Після цього, Берч двічі публікував статті, в яких — усупереч із своїми статтями 1980 року — припускав, що мета-механізм є переважним.
Тим не менш, у відомих підручниках указується лише орто-механізм.

### Регіоселективність: бензойна кислота
У випадку активованих аренів негативний заряд дещо стабілізується при другому одноелектронному відновленні. Таким чином, наприклад, у випадку бензойної кислоти, постає можливість тандемного відновлення-алкілювання за Берчем:
В деяких випадках після алкілювання спостерігається декарбоксилювання: